# Sestri Levante (stacja kolejowa)
Sestri Levante (wł: Stazione di Sestri Levante) – stacja kolejowa w Sestri Levante, w regionie Liguria, we Włoszech. Znajdują się tu 3 perony.